# チェレゼート
チェレゼート（伊: Cereseto）は、イタリア共和国ピエモンテ州アレッサンドリア県にある、人口約400人の基礎自治体（コムーネ）。

## 地理

### 位置・広がり
| 隣接するコムーネは以下の通り。括弧内のATはアスティ県所属を示す。 - モンカルヴォ (AT) - オッティーリオ - オッツァーノ・モンフェッラート - ポンテストゥーラ - ポンツァーノ・モンフェッラート - サーラ・モンフェッラート - セッラルンガ・ディ・クレーア - トレヴィッレ |

### 地震分類

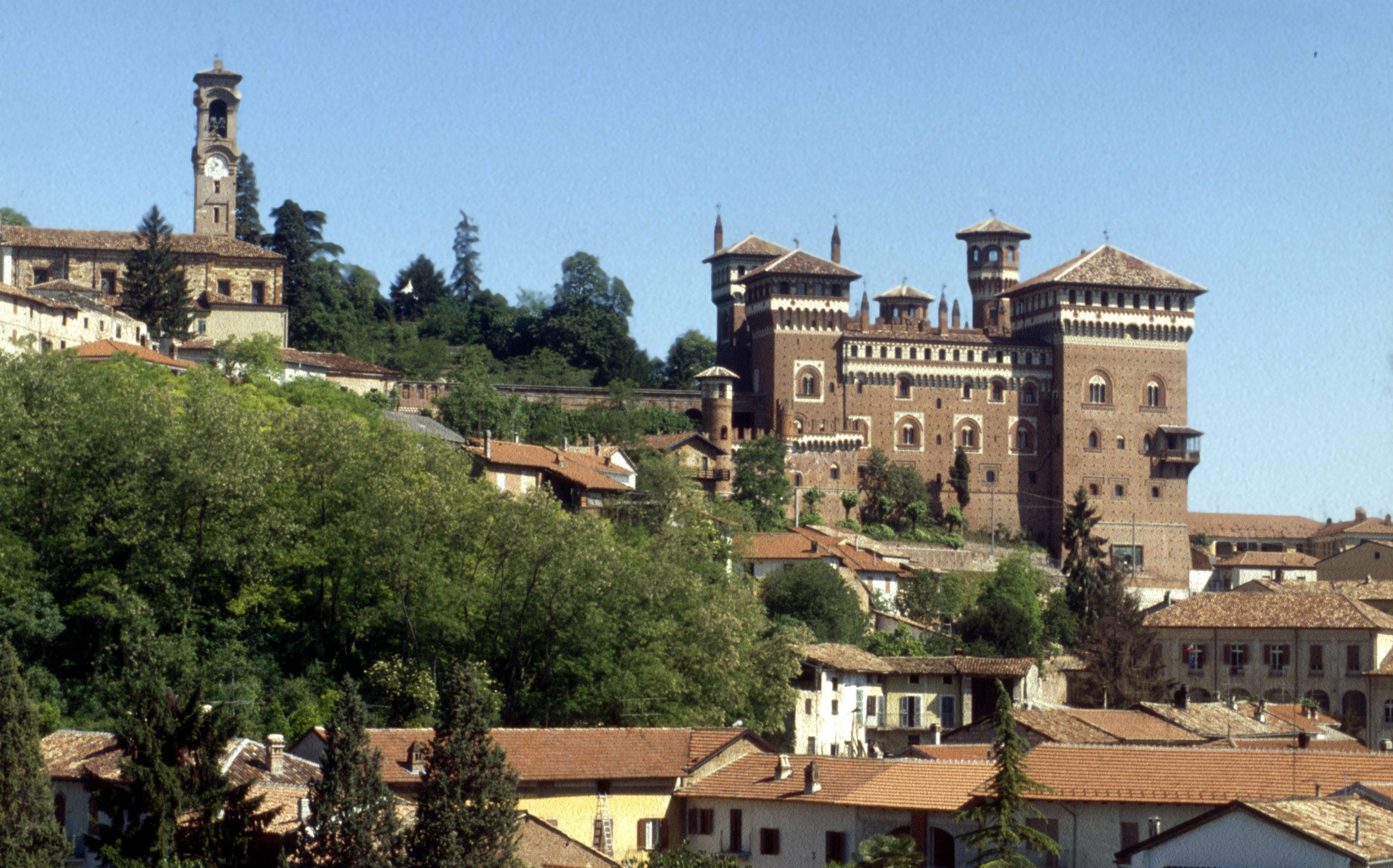
Cereseto

イタリアの地震リスク階級 (it) では、4 に分類される
。